# Espigão Alto do Iguaçu
Espigão Alto do Iguaçu là một đô thị thuộc bang Paraná, Brasil. Đô thị này có diện tích 326,446 km², dân số năm 2007 là 5222 người, mật độ 15,1 người/km².